# Santa Stella
Santa Stella talvolta anche Santa Stella Scarabelli e dopo il matrimonio Santa Lotti o La Santini (1686 – 18 settembre 1759) è stata un soprano italiano.
Sposò il compositore italiano Antonio Lotti.

## Biografia
Non è noto da dove provenisse. Esordì sul palcoscenico sotto il nome di Santa Stella nel ruolo di Silene nell'opera Gli equivoci del sembiante di Antonio Caldara, che aprì la stagione del carnevale del 1703 al Teatro Nuovo di Casale Monferrato. Nello stesso teatro cantò il ruolo principale nell'opera Il gran Pompeo di uno sconosciuto compositore nel 1704.
Nel 1705 cantò a Genova, e dal 1706 al 1708 in varie produzioni al Teatro San Giovanni Grisostomo e al Teatro San Cassiano di Venezia, dove le venne quasi sempre assegnato il ruolo di protagonista o quello della primadonna.
Dal 1705 al 1714 cantò in diverse opere di Tomaso Albinoni, Carlo Francesco Pollarolo e di suo marito, Antonio Lotti:

### Opere di Albinoni
- Elisa in Astarto (novembre 1708 al Teatro San Cassiano) [1]
- Engelberta in Engelberta (gennaio 1709, Venezia, al Teatro San Cassiano) [2]
- Emilia ne Il tiranno eroe (dicembre 1710, Venezia, al Teatro San Cassiano) [3]

### Opere di Pollarolo
- Igene in Igene, regina di Sparta (maggio 1708, Vicenza, Teatro nuovo di Piazza) [4]
- Lavinia ne Il falso Tiberino (gennaio 1709, Venezia, Teatro San Cassiano) [5]
- Anagilda in Publio Cornelio Scipione (gennaio 1712, Venezia, Teatro San Giovanni Grisostomo ) [6]
- Semiramide in Semiramidie (gennaio 1714, Venezia, Teatro San Giovanni Grisostomo ) [7]

### Opere di Lotti
- Argene in Sidonio (Pietro Pariati), dramma per musica in 5 atti (20  novembre 1706 Venezia, Teatro San Cassiano)
- Elena in Achille placato (Urbano Rizzi), tragedia per musica in 5 atti (5 febbraio 1707, Venezia, Teatro San Cassiano)
- Zoe ne La forza del sangue (Francesco Silvani), dramma per musica in 3 atti (14 novembre 1711, Venezia, Teatro San Giovanni Grisostomo )
- Irene in Irene augusta (Francesco Silvani), dramma per musica in 3 atti (22 novembre 1713, Venezia, Teatro San Giovanni Grisostomo )

Dal 1706 al 1714 si esibì come cantante da camera del duca di Mantova nello spettacolo de La Partenope, sempre di Antonio Caldara, 1707 nel Teatro San Giovanni Grisostomo di Venezia .

## Culmine della carriera: Dresda dal 1717 al 1719
Il 12 febbraio 1714 sposò il compositore italiano Antonio Lotti. Per gli anni dal 1714 al 1717, dopo la sua partecipazione all'opera Semiramide di Pollarolo, non esistono fonti relative al fatto che abbia cantato.
Nel 1717 Santa Stella si trasferì a Dresda insieme al marito. Si può presumere che, come suo marito, fosse stata reclutata in Italia dall'Elettore di Sassonia divenuto re Augusto III che intendeva fondare un'opera italiana a Dresda. Entrambi ricevettero un compenso di 9975 talleri. Vennero pagati nella stessa misura che venne, in seguito, data alla primadonna Faustina Bordoni e a suo marito Johann Adolf Hasse come direttore musicale della Corte sassone. A Dresda debuttò nel ruolo di Iside nell'opera di suo marito Giove in Argo il 25 ottobre 1717, e due anni dopo, il 3 settembre 1719 alle celebrazioni ("Feste del pianeta") in occasione del matrimonio di Augusto III di Polonia con la figlia dell'Imperatore Giuseppe I d'Asburgo, Maria Giuseppa d'Austria. Presenziarono l'arciduchessa d'Austria, la principessa di Ungheria e Boemia nel nuovo teatro dell'opera appositamente costruito. Un anno dopo cantò Silvia nell'opera Ascanio ovvero Gl'odi delusi dal sangue (presentata per la prima volta nel febbraio 1718 a Dresda, nella Redoutensaal). Santa Stella raggiunse l'apice della sua carriera a Dresda interpretando l'eroina del titolo nell'opera Teofane di Antonio Lotti. La prima del 13 settembre 1719 fu una delle principali attrazioni musicali del "Festival del pianeta", ma vennero ripetute anche le due opere degli anni precedenti, Giove in Argo (3 settembre 1719) e Ascanio ovvero Gl'odi delusi dal sangue (7 settembre 1719).
La fine delle celebrazioni nuziali segnò anche la fine dell'opera italiana alla corte sassone. Nell'ottobre 1719, Lotti e Santa Stella, i cui contratti non furono rinnovati, lasciarono Dresda e ricevettero 160 ducati per il viaggio di ritorno. La maggior parte dei cantanti dovrebbe essere stata reclutata da Georg Friedrich Händel per la sua seconda accademia d'opera a Londra, come il Senesino, il soprano Margherita Durastanti, l'alto Vittoria Tesi e il basso Giuseppe Maria Boschi.
La sua attività negli anni successivi al suo ritorno a Venezia rimane poco chiara. Nel 1737 è dimostrata la partecipazione di una Santa Santini all'opera La costanza nel trionfo ovvero l'Irene di Francesco Peli nel 1737 a Monaco e con lo stesso nome cantò in Ciro riconosciuto di Leonardo Leo a Torino nel 1739.

## Critiche
Santa Stella fu ovviamente una delle cantanti liriche più importanti e conosciute ai suoi tempi. Ciò è anche dimostrato, tra le altre cose, dal fatto che il suo nome è stato incluso nella voce Opera in Allgemeine Theorie der schönen Künstedi Johann Georg Sulzer.
Un apprezzamento e una descrizione più ampi della sua voce, delle sue esecuzioni vocali e della recitazione si trovano nel curriculum vitae di Johann Joachim Quantz, che fu incluso nel contributo storico-critico alla registrazione della musica di Friedrich Wilhelm Marpurg. Il castrato Pier Francesco Tosi scrisse, nelle sue Opinioni de' cantori antichi e moderni, che Santa Stella "ha conquistato il cuore di tutti i suoi ascoltatori con la dolcezza penetrante della sua voce".